# VMM-774
774ème Escadron d'hélicoptère de transport (USMC)
Le Marine Medium Tiltrotor Squadron 774 (ou VMM-774) est un escadron d'hélicoptère  à rotors basculants MV-22 Osprey du Corps des Marines des États-Unis. L'escadron, connu sous le nom de "Wild Goose" est une United States Marine Corps Reserve basée à Naval Station Norfolk en Virginie et relève du commandement du Marine Aircraft Group 49 (MAG-49) et du 4th Marine Aircraft Wing (4th MAW).
Avec la désactivation de l'escadron d'entraînement HMMT-164 et la nouvelle désignation en VMM-164 le 9 avril 2015, le HMM-774 était le dernier escadron de CH-46E Sea Knight dédié du Corps des Marines. Il a été redésigné VMM-774 en 2016.

## Mission
Soutenir le commandant de la Force tactique terrestre et aérienne des Marines (MAGTF) en assurant le transport de soutien d'assaut des troupes de combat, des fournitures et de l'équipement, de jour comme de nuit, dans toutes les conditions météorologiques lors d'opérations expéditionnaires, interarmées ou combinées.
Maintenir la préparation au combat et fournir un soutien à la [l'évacuation des blessés, la formation de l'équipe de soutien par hélicoptère et le soutien des équipes SEAL.

## Historique
Le Marine Medium Helicopter 774 a été activé le 5 septembre 1958 à la base aéronavale de New York sous le nom de Marine Transport Helicopter Squadron 774 (HMR-774). L'escadron exploitait l'hélicoptère SH-34G/J Sea Bat. En avril 1962, l'escadron a été renommé Marine Medium Helicopter Squadron 774, mais a été désactivé le 30 septembre 1962.

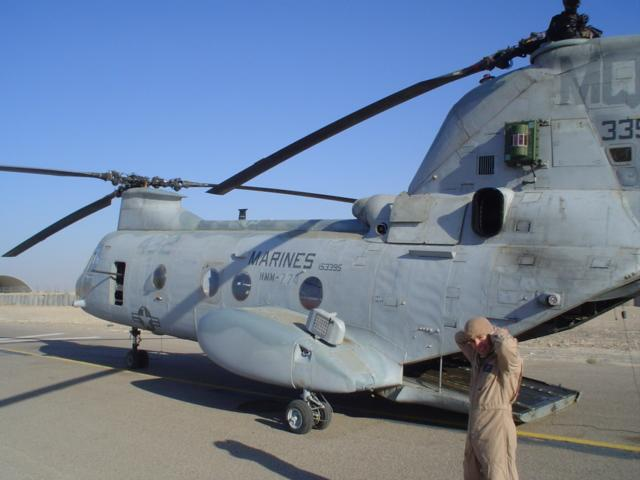
CH-64 du HMM-774 en Irak (2006)

Le HMM-774 a été réactivé à la Naval Air Station Norfolk (Chambers Field) le 1er juillet 1969 exploitant initialement le UH-34D Sea Horse. 
En janvier 1991, le HMM-774 a été mobilisé en tant qu'élément du Marine Aircraft Group 26, I Marine Expeditionary Force (I MEF) à l'appui l'Opération Bouclier du désert puis de l'Opération Tempête du désert. En juillet 2004, l'escadron a été mobilisé et déployé à la Base aérienne Al-Asad, en Irak, à l'appui de l' Opération Iraqi Freedom d'août 2004 à mars 2005 et de septembre 2005 à mars 2006. L'escadron a été démobilisé en juillet 2006.
En 2010, le HMM-774participe l'appui de l'Operation Continuing Promise (en) et à d'autres expéditions humanitaires.
Le HMM-774 est devenu VMM-774 en janvier 2016 lorsque l'escadron a commencé à exploiter le Boeing-Bell V-22 Osprey..